# زینل‌بیگ بیگدلی شاملو
زینل بیک بیگدلی شاملو یا زینل‌خان شاملو از بزرگان ایل بیگدلی در دوره صفویه بوده‌است.
زینل بیک بیگدلی شاملو از سرداران شاه عباس یکم و همچنین شاه صفی بوده‌است.
سقف نگاره‌ای در چهل ستون اصفهان وجود دارد که در آن پذیرایی شاه عباس یکم از محمود خان پادشاه ترکستان به تصویر کشیده شده‌است، در این نقاشی پشت سر شاه عباس یکم، زینل بیک بیگدلی شاملو نیز به تصویر کشیده شده‌است.
شاه عباس یکم در سال ۱۰۳۶ ه‍.ق. به پاس خدمات زینل بیک خان حکومت ری را به ایشان واگذار کرد.
پس از مرگ شاه عباس، زینل بیک، به اتفاق عیسی خان قورچی باشی و اعتمادالدوله خلیفه سلطان، اداره امور را در دست گرفت. آنان وصیت شفاهی شاه را نگاشتند و آن را مهر کردند و به این ترتیب مقدمات سلطنت شاه صفی را فراهم ساختند. زینل بیک در آغاز سلطنت شاه صفی نیز از امرای لشکر بود، اما به دلیل شکست از سپاه عثمانی احتمالاً در حدود سالهای ۱۰۳۸ ه‍. ق. تا ۱۰۴۰ ه‍. ق. در مریوان به فرمان شاه صفی به قتل رسید. 

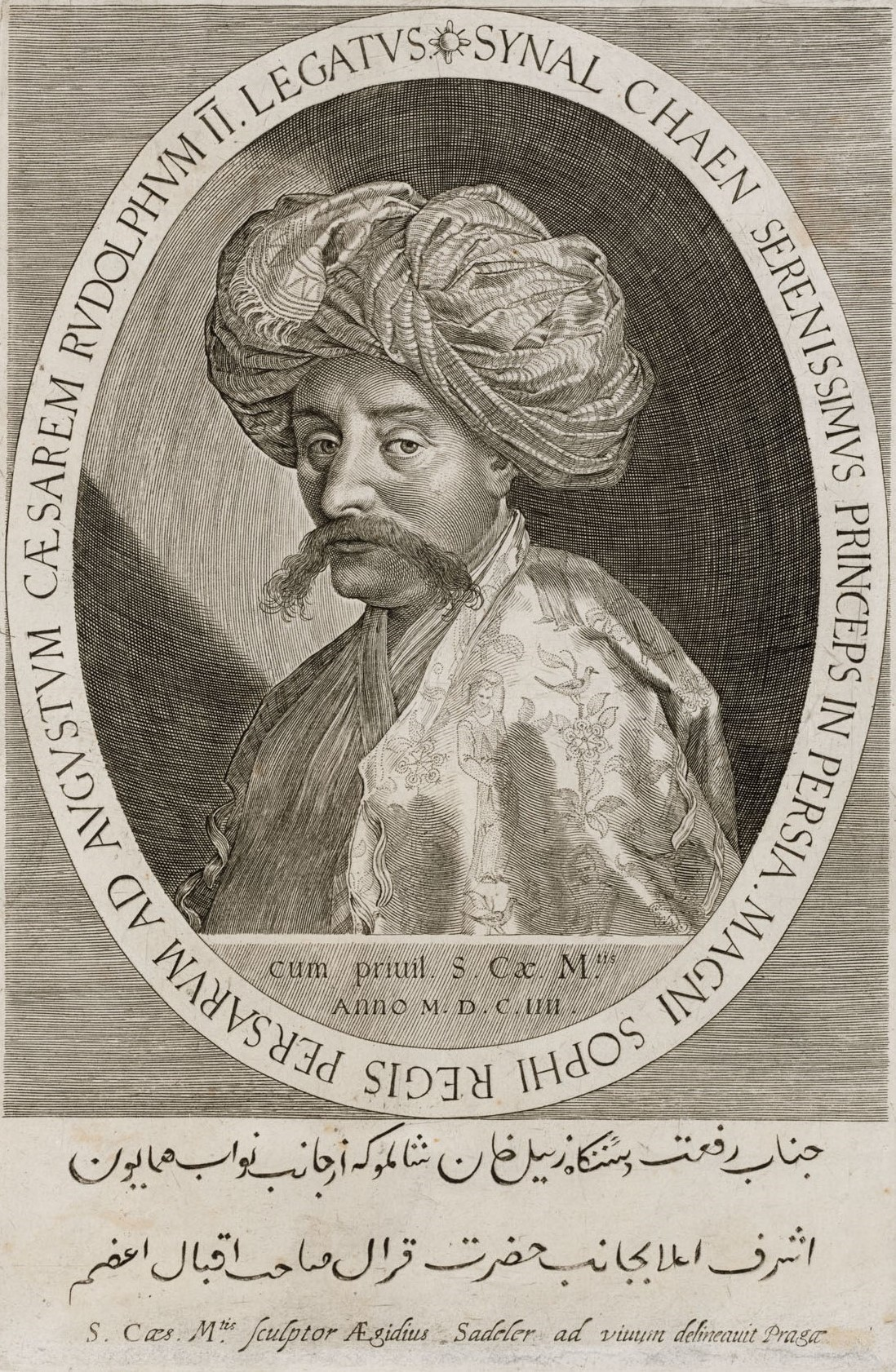
تصویری از زینل خان شاملو اثر آگیدیوس سادلر در شهر پراگ به سال ۱۶۰۵ کشیده شده است.